# 靖民镇
靖民镇，是中华人民共和国四川省内江市市中区下辖的一个乡镇级行政单位。2019年12月，撤销四合镇，将其所属行政区域划归靖民镇管辖。

## 行政区划
靖民镇下辖以下地区：
靖民社区、石马村、柏林村、石坝村、石桥村、高阳村、双塘村、三星村、石谷村、凉枫村、长安村、双堰村和高梯村。